# Oskari Lehtonen (homme politique)
Ne doit pas être confondu avec Oskari Lehtonen.
Oskari Lehtonen (né le 29 mai 1889 à Hollola – mort le 23 juillet 1964 à Lahti) est un homme politique, député et ministre de la Justice de Finlande,,.